# دلفي
ديلفوي (Δελφοί) هي مدينة في فوكيس في مقاطعة كينتريكي إلادا في اليونان. تحوي المدينة أهم المنتجعات الأثرية والمراكز الثقافية التي شكلت نبراس المعتقدات الدينية لليونانيين القدماء في عالم الكلاسيكي القديم، ويبلغ عدد سكانها حوالي 3,511 نسمة حسب تعداد 2001.
وفقًا لموسوعة سودا، اشتقت ديلفي اسمها من أفعى دالفاين، أنثى الثعبان (دراكينا) التي عاشت هناك وقتلها الإله الإغريقي أبولو (في رواياتٍ أخرى كانت الأفعى هي الثعبان الذكر (دراكون) بايثون).
يحتل هذا المكان المقدس منطقة محددة على المنحدر الجنوبي الغربي لجبل بارناسوس.
تمثل المنطقة اليوم موقعًا أثريًّا واسع النطاق، وباتت جزءًا من منتزه بارناسوس الوطني منذ عام 1938. أدرجتها منظمة اليونسكو كموقعٍ أثري ضمن لائحة التراث العالمي نظرًا لتأثيرها الكبير في العالم القديم، ويتضح ذلك من خلال الآثار المختلفة التي بنتها معظم الدول-المدن اليونانية القديمة المهمة، ما يدل على وحدتها اليونانية الأساسية.
تجاور بلدة صغيرة حديثة المنطقة المقدسة هذه وتحمل الاسم ذاته.

## الأسماء
يشترك اسم ديلفي في ذات الجذر مع الكلمة اليونانية التي تعني «رحم».
ويرتبط اسم بيثو بـاسم بايثيا، الكاهنة التي تعمل وسيطة روحية، ويرتبط كذلك باسم بايثون، الثعبان أو التنين الذي عاش في الموقع ذاته. ولفظ «بايثون» مشتق من فعل بيثو بمعنى «يتحلل».

## ديلفي ومنطقة ديلفي
تُعَد دلفي اليوم بلدية يونانية، فضلًا عن كونها مدينة حديثة مجاورة للمنطقة التاريخية القديمة. أُنشئت المدينة الحديثة بعد إزالة المباني من المنطقة المقدسة القديمة حتى يمكن التنقيب عنها. تقع كل من دلفي القديمة والجديدة على الطريق اليوناني الوطني رقم 48 بين مدينة أمفيسا في الغرب وليفاذيا، عاصمة مقاطعة بيوتيا في الشرق. ويتبع الطريق المنحدر الشمالي لممرٍّ بين جبل بارناسوس في الشمال وجبال شبه جزيرة ديسفينا في الجنوب. يقطع هذا الممر نهر بليستوس الذي يمتد من الشرق إلى الغرب، ليشكل حدودًا طبيعية عبر شمال شبه جزيرة ديسفينا، ويوفر طريقًا سهلًا عبرها.
ينضم الوادي على الجانب الغربي إلى الوادي الشمالي الجنوبي بين أمفيسا وإتي. وتلوح على الجانب الشمالي من هذا التقاطع، نتوءات من جبل بارناسوس تجعله أضيق، وهو موقع كريسا القديمة التي كانت ذات يوم القوة الحاكمة لنظام الوادي بأكمله. ذُكرت كل من أمفيسا وكريسا في كتالوج السفن في الإلياذة. وكانت كذلك معقلًا موكيانيًا. تعود التواريخ الأثرية للوادي إلى العصر الهيلادي المبكر. حتى أن كريسا ذاتها تعود للحقبة الهيلادية المتوسطة. وحين تُقارن هذه التواريخ المبكرة مع أقدم التواريخ في ديلفي، تُطرح فكرة مفادها أن أهل فوكيس استولوا على المنطقة وحولوها من كريسا القديمة إلى ديلفي. يُعتقد أن أنقاض مدينة كيرا التي تعد الآن جزءًا من ميناء إتي، كانت ميناء لكريسا يحمل الاسم ذاته.

## آثار المنطقة التاريخية القديمة
نُقّب عن الموقع لأول مرة ولمدة وجيزة في عام 1880 بقيادة برنار أوسولييه (1926-1852) ممثلًا المدرسة الفرنسية في أثينا التي كان عضوًا فيها لفترة من الزمن. ثم احتلت قرية كاستري (فوكيس) الموقع، وضمت نحو 100 منزل و200 شخص. لطالما وُجدت هذه القرية منذ تدمير المكان على يد ثيودوسيوس الأول في عام 390. ولربما ترك ثيودوسيوس حصنًا من حصونه في الموقع للتأكد من عدم إعادة استيطان المنطقة، لكنّ الحصن أصبح هو القرية الجديدة. فاستخرج السكان الحجارة لإعادة استخدامها في مبانيهم الخاصة. شكك المسافرون البريطانيون والفرنسيون الذين زاروا الموقع في أنه هو ذاته ديلفي القديمة. وقبل أن تُجرى عمليات تنقيب منهجية ومُنظّمة للمكان، كان لا بد من نقل القرية، لكنّ السكان قاوموا هذه العملية.
جاءت الفرصة لنقل القرية بعد تعرضها لأضرار جسيمة بسبب وقوع زلزال، فعُرض على السكان قرية جديدة مقابل الموقع القديم تمامًا. وفي عام 1893، أزالت المدرسة الأثرية الفرنسية كميات هائلة من التربة من عديد من الانهيارات الأرضية للكشف عن المباني والهياكل الرئيسة لحَرَم أبولو ومعبد أثينا برونايا، بالإضافة إلى آلاف أشياءٍ أخرى ونقوش ومنحوتات.
اكتُشفت عناصر معمارية من بازيليكا مسيحية من القرن الخامس في أثناء عمليات التنقيب الواسعة، يعود تاريخها إلى الوقت الذي كانت فيه ديلفي أسقفية. أما المباني الرومانية المتأخرة المهمة الأخرى هي الحمامات الشرقية والمنزل ذو البهو المُعَمّد والأغورا الرومانية وحوض الماء الكبير. وفي ضواحي المدينة كان ثمة مقابر من الحقبة الرومانية المتأخرة.
يقع إلى الجنوب الشرقي من منطقة أبولو ما يسمى بالقصر الجنوبي الشرقي، وهو مبنى بواجهة يبلغ طولها 65 مترًا، موزعة على أربعة مستويات، مع أربع صالات للعشاء وحمامات خاصة. احتفظت الجرار الكبيرة بالمؤن، فيما اكتُشفت أوانٍ فخارية أخرى ومواد فاخرة في الغرف. يبرز من بين الموجودات مجسم لنمر صغير مصنوع من الصدف، من أصلٍ ساساني ربما، معروض في الطابق الأرضي من متحف ديلفي الأثري. يعود تاريخ القصر إلى بداية القرن الخامس، وكان بمثابة منزل خاص حتى عام 580، لكنه تحوّل فيما بعد إلى ورشة عمل للفخّار. عندها فقط وفي بداية القرن السادس، يبدو أن المدينة أخذت تنحدر: فصغرت مساحتها ويبدو أن صلاتها التجارية قد تضاءلت على نحوٍ واسع. أُنتج الفخار المحلي بكميات كبيرة وهو أكثر خشونة ومصنوع من الطين المحمر، وذلك تلبية لاحتياجات السكان.
ظلّ الطريق المقدس هو الشارع الرئيس للمستوطنة، لكنه تحول إلى شارع للاستخدام التجاري والصناعي. بُنيت ورش عمل حول الأغورا بالإضافة إلى الكنيسة المسيحية المبكرة الوحيدة إنترا موروس. وامتدت المنطقة المحلية بشكل رئيس في الجزء الغربي من المستوطنة. أما المنازل فكانت فسيحة إلى حد ما، وكان بها خزانان كبيران يوفران المياه الجارية.

### متحف ديلفي الأثري
يضم المتحف قطعًا أثرية متعلقة بمدينة ديلفي القديمة، بما في ذلك أقدم تدوين معروف لترنيمةٍ في ديلفي، وتمثال لقائد عربات ديلفي الحربية، وتمثالا الأخوان كليوبيس وبيتون، والخزائن الذهبية المكتشفة أسفل الطريق المقدس، وأبو الهول في ناكسوس، وأجزاء من نقوش بارزة من خزانة سيفنيان. وبجوار المخرج مباشرة ثمة نقشٌ يُذكر فيه الحاكم الروماني غاليو.

## عمارة المنطقة القديمة
تعود معظم الآثار الباقية حتى اليوم إلى الفترة الأكثر نشاطًا في الموقع، أي إلى القرن السادس قبل الميلاد.

### معبد أبولو
تشير التقاليد القديمة إلى سلسلة من المعابد الأسطورية في الموقع: أولها معبد مبني من أغصان الزيتون من تيمبي، وثانيها معبد مبني من شمع العسل، وثالثًا معبد بناه هيفيستوس وأثينا. أنشئ أول مبنى موثّق أثريًا في القرن السابع قبل الميلاد ويُنسب في الأساطير إلى المهندسين المعماريين تروفونيوس وأغاميديس. احترق في عام 7/548 قبل الميلاد وأشاد الألكميونيون مبنى جديدًا احترق هو الآخر في القرن الرابع قبل الميلاد.
تعود أطلال معبد أبولو التي يمكن رؤيتها اليوم إلى القرن الرابع قبل الميلاد، وهي عبارة عن مبنى بيرابتيروس من النظام الدوري، بناه سبينثاروس وزينودوروس وأغاثون.

### الخزائن
ثمة عدد كبير من التماثيل النذرية وعديد مما يسمى بالخزائن، تمتد من مدخل الموقع العلوي صعودًا إلى منحدر الطريق المقدس حتى معبد أبولو تقريبًا. أقامتها المدن اليونانية إحياء لذكرى الانتصارات ولشكر الوسيطة الروحية على نصيحتها التي يُعتقد أنها ساهمت في تلك الانتصارات. احتوت هذه المباني على قرابين مقدمة لأبولو؛ وكانت غالبًا «عُشر» (أي ضريبة) أو عُشر غنائم المعركة. وأكثر ما يدعو إلى الإعجاب هو الخزينة الأثينية التي رُمّمت الآن وكانت قد بُنيت في الأصل لإحياء ذكرى انتصارهم في معركة ماراثون في عام 490 قبل الميلاد.

## أعلام
- جورج كرام كوك
- فلوطرخس
- إيسوب

## معرض صور

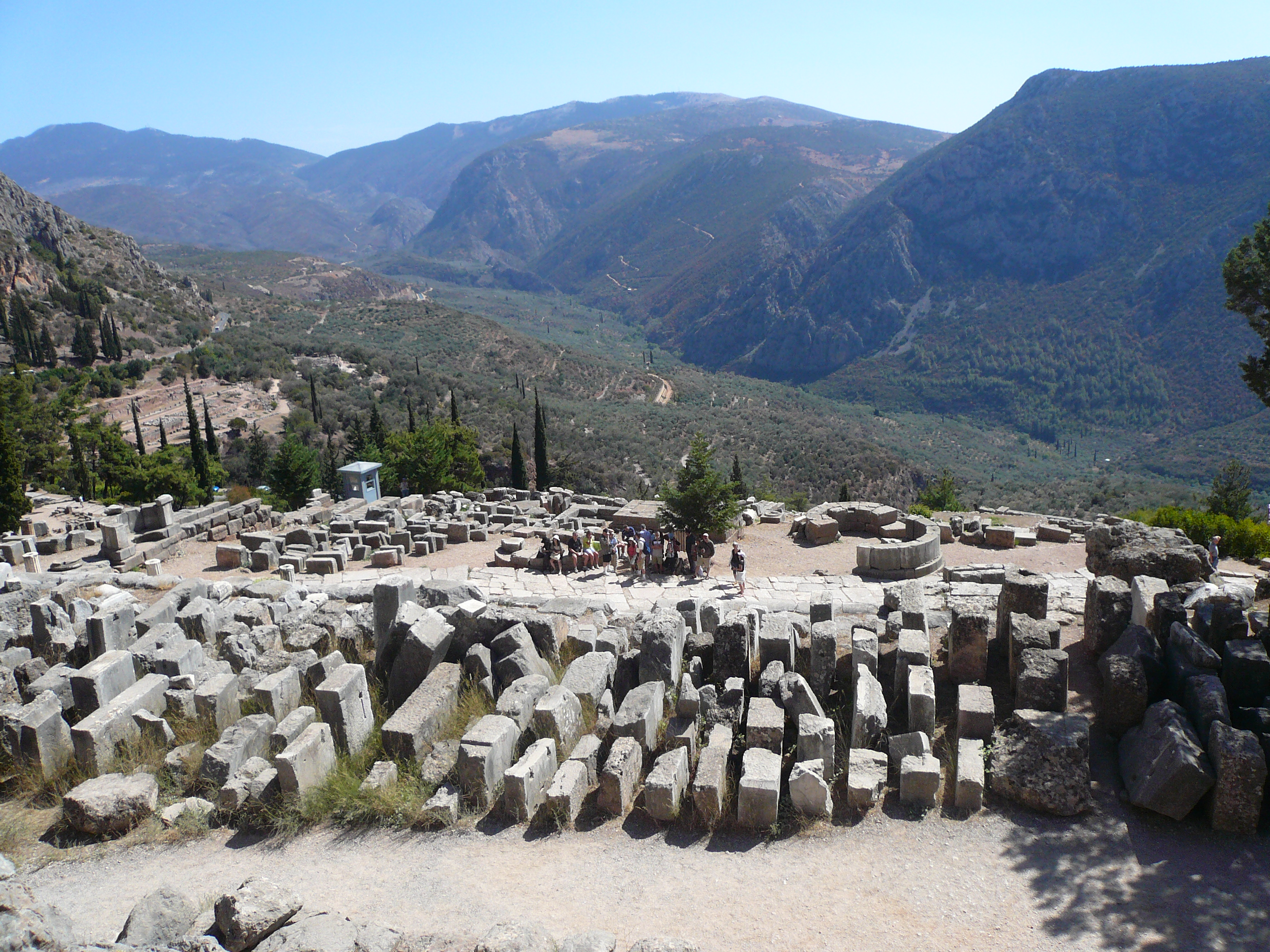
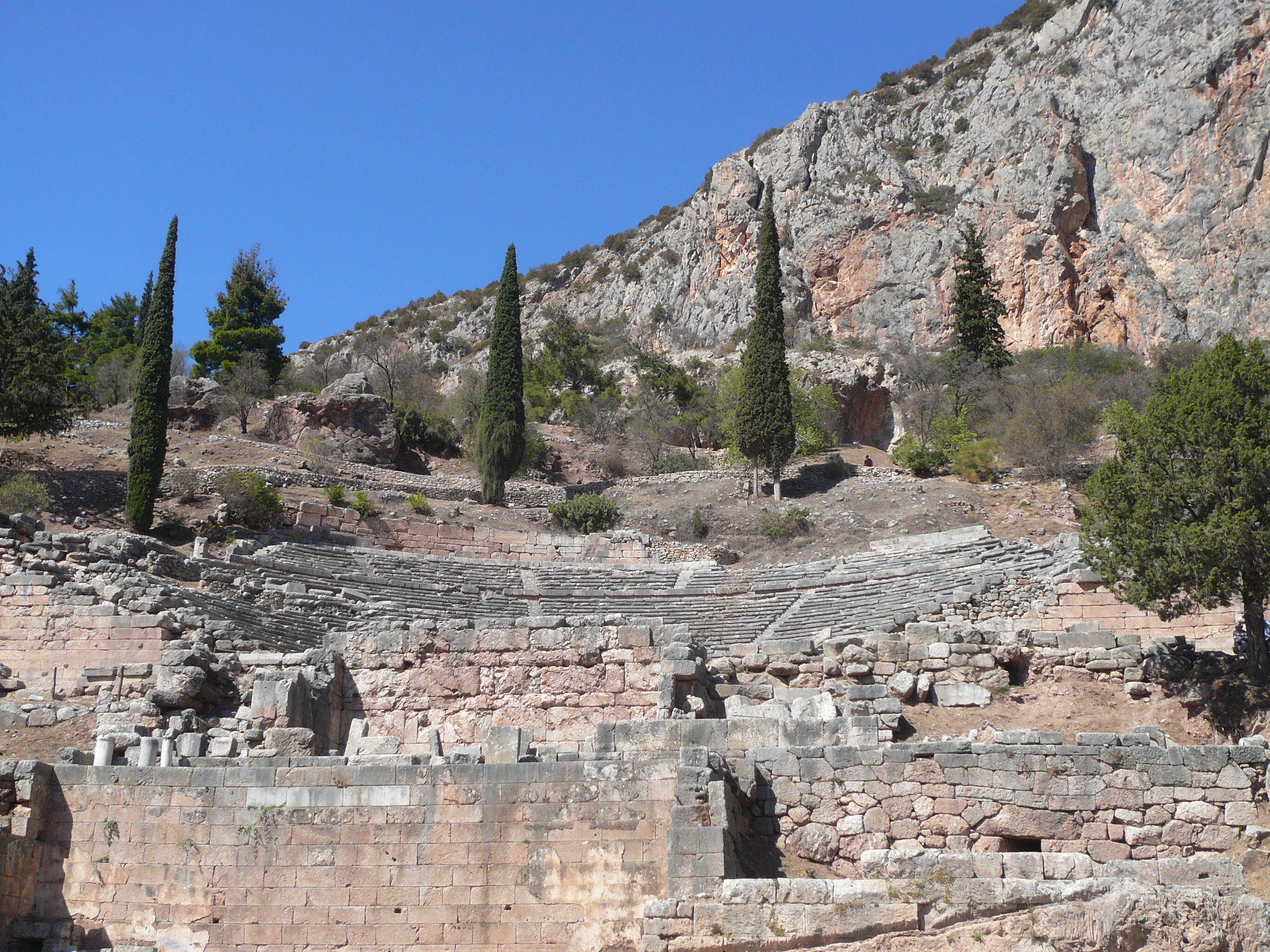
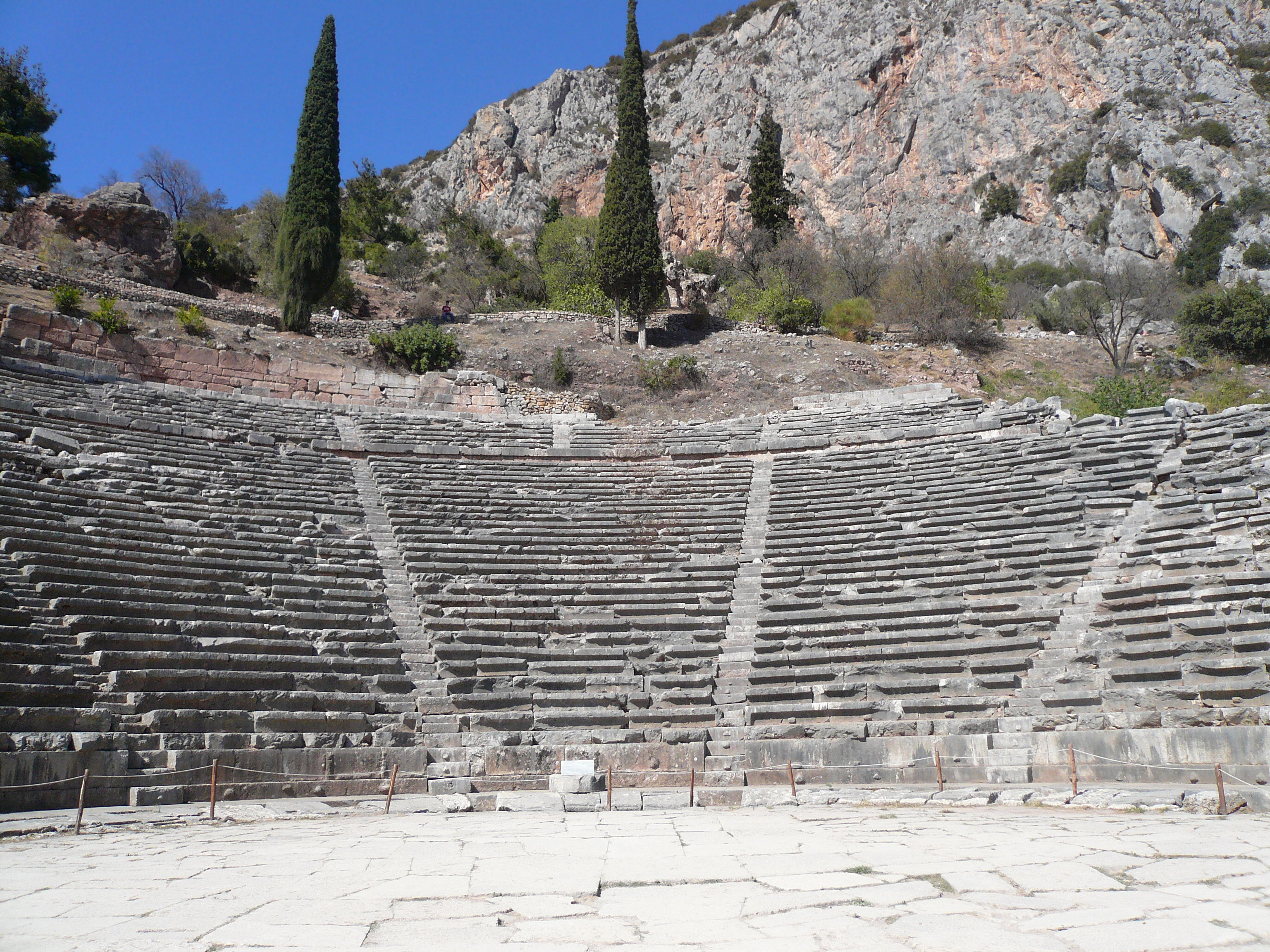

- 1=موقع دلف الأثري
- 1=موقع دلف الأثري
- 1=موقع دلف الأثري

## وصلات خارجية
- (بالإنجليزية) الموقع الرسمي للموقع الأثري
- (بالإنجليزية) الموقع الرسمي للمتحف